# 에리트레아의 역사
"에리트레아"는 고대의 이름으로, 그리스어로 "Ἐρυθραία"를 의미하며, 라틴어로 "Erythræa"를 의미한다. 이 이름은 그리스어로 "빨강", "ἐρυθρός", "에리트로스"를 뜻하는 "에리트로스 해"에서 따온 것으로, 당시 에리트로스 해라고 불렸던 홍해의 이름과 관련이 있다. 이탈리아인들은 19세기에 아스마라 주변에 에리트레아 식민지를 만들었고, 현재의 이름으로 이름을 지었다. 제2차 세계 대전 이후, 에리트레아는 에티오피아에 합병되었다. 1991년 에티오피아 공산당 정부는 TPLF와 에리트레아군에 의해 전복되었고 독립을 얻었다. 에리트레아는 1994년 5월 24일에 공식적으로 독립 1주년을 기념했다.

## 선사 시대
에리트레아의 부야에서 호모 에렉투스와 고대 호모 사피엔스 사이의 가능한 연관성을 나타내는 가장 오래된 유인원 중 하나가 에리트레아와 이탈리아 과학자들에 의해 발견되었다. 100만 년 이상 된 것으로 추정되며, 인류와 최초의 해부학적으로 현생인류 사이의 연관성을 제공한다. 에리트레아의 다나킬 대공황의 구간은 인간 진화의 측면에서도 중요한 역할을 한 것으로 여겨지며, 호모 에렉투스 호미니드에서 해부학적으로 현생 인류에 이르기까지 진화의 다른 흔적을 포함할 수도 있다.
마지막 간빙기 동안, 에리트레아의 홍해 연안은 초기 해부학적으로 현대인들에 의해 점령되었다. 일부 학자들은 이 지역이 고대 인류가 구세계의 나머지 지역을 식민지화하기 위해 사용되었다고 제안하는 아프리카에서 나가는 길에 있었다고 믿고 있다. 1999년, 에리트레아, 캐나다, 미국, 네덜란드, 프랑스 과학자들로 구성된 에리트레아 연구 프로젝트 팀은 홍해 연안을 따라 마사와 남쪽의 줄라 만 근처에서 125,000년 이상 된 석기와 흑요석이 있는 구석기 시대 유적을 발견했다. 이 도구들은 초기 인류가 조개와 굴과 같은 해양 자원을 수확하기 위해 사용한 것으로 여겨진다.
언어학자들에 따르면, 최초의 아프리카아시아어족을 사용하는 인구들은 신석기 시대에 나일강에 있는 가족이 제안한 우르헤마트(원래의 고향)에서 이 지역에 도착했다. 다른 학자들은 아프리카아시아어족이 뿔 지역에서 발달하여 화자들이 뿔 지역에서 흩어졌다고 주장한다.

## 이탈리아령 에리트레아

### 시설

이탈리아령 에리트레아의 국기

오늘날 에리트레아 국가의 경계는 아프리카 분할 기간 동안 설정되었다. 1869년 또는 70년에, 당시 통치자였던 라헤이타의 술탄은 아사브 만을 둘러싼 땅을 루바티노 해운 회사에 팔았다. 이 지역은 최근 완공된 수에즈 운하에 의해 도입된 항로를 따라 석탄 기지 역할을 했다. 이집트를 중심으로 한 오스만 제국의 하베셰 에야레트의 일부가 될 뻔했지만, 에리트레아 사람들의 저항으로 이곳에서 철수했다. 최초의 이탈리아 정착민들은 1880년에 도착했다.
후에 이집트인들이 마흐디 반란 기간 동안 수단 밖으로 퇴각하여 에리트레아의 항구와 다른 지역들을 점령하려는 시도에 성공하지 못하자, 영국은 이집트인들이 에티오피아를 통해 퇴각할 수 있도록 협정을 중개했고, 그 대가로 황제가 버린 저지대 지역들을 점령하는 것을 허락했다.터키인들과 이집트인들과 함께. 요하네스 4세 황제는 이곳에 마사와가 포함되어 있다고 믿었지만, 대신 영국이 이 항구를 이탈리아인들에게 넘겨주었고, 그들은 이미 식민지화된 아사브 항구와 연합하여 이탈리아 해안의 소유지를 형성했다. 이탈리아인들은 1889년 요하네스 4세 황제가 사망한 후 북부 에티오피아의 혼란을 틈타 고지대를 점령하고 에리트레아로 알려진 그들의 새로운 식민지를 설립했고, 에티오피아의 새로운 황제인 메넬리크 2세로부터 인정을 받았다.

## 독립 전쟁

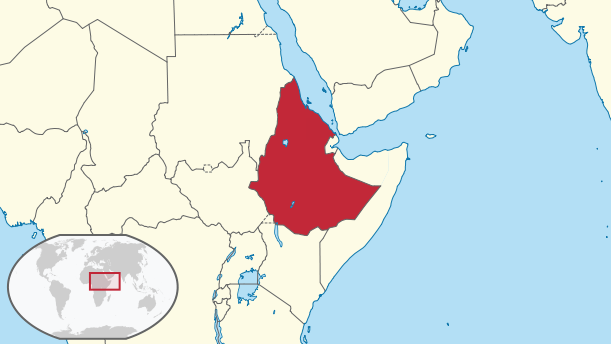
에티오피아의 에리트레아 지도

1958년 학생, 지식인, 도시 임금 노동자들이 주축이 된 에리트레아 해방 운동(ELM)이 설립되면서 에리트레아의 에티오피아 편입에 대한 과격한 반대가 시작되었다. 에리트레아의 하미드 이드리스 아와테가 이끄는 ELM은 에티오피아 제국의 중앙집권화 정책에 저항하기 위한 비밀 정치 활동을 했다. 그러나 1962년까지 ELM은 제국 당국에 의해 발견되고 파괴되었다.
1962년 하일레 셀라시에 황제는 에리트레아 의회를 일방적으로 해산하고 불법적으로 에리트레아를 합병했다. 전쟁은 1974년 하일레 셀라시에가 쿠데타로 축출된 후에도 계속되었다. 에티오피아의 새 정부인 데르그는 멩기스투 하일레 마리암이 이끄는 마르크스주의 군사 정권이었다.
1960년 카이로의 에리트레아 망명자들은 1960년대 에리트레아 독립 투쟁을 주도한 에리트레아 해방전선(ELF)을 창설했다. ELM과 대조적으로, ELF는 처음부터 에리트레아 독립을 위해 무장 투쟁을 수행하는 데 전념했다. ELF는 주로 영토의 서쪽 가장자리에 있는 시골 저지대 출신의 에리트레아 무슬림들로 구성되었다. 1961년 ELF의 정치적 성격은 모호했지만 시리아와 이라크와 같은 급진적인 아랍 국가들은 에리트레아를 에티오피아의 억압과 제국주의 지배에서 벗어나기 위해 고군분투하는 무슬림 지역으로 보았다. 따라서 이 두 나라는 ELF에 군사적, 재정적 지원을 제공했다.
ELF는 1961년 군사 작전을 시작했고 1962년 연방의 해체에 대응하여 활동을 강화했다. 1967년까지 ELF는 특히 에리트레아의 북쪽과 서쪽, 항구 도시 마사와 주변의 농민들 사이에서 상당한 지지를 얻었다. 하일레 셀라시에는 에리트레아를 방문하여 주민들이 새로운 협정 하에서 동등한 대우를 받을 것이라고 보장함으로써 증가하는 불안을 진정시키려고 시도했다. 그는 1967년 초 에리트레아의 반대자가 될 사람들을 공동으로 선택하기를 희망하여 주로 기독교의 고지인들에게 사무실, 돈, 작위를 나누어 주었지만, 에티오피아의 비밀경찰은 또한 에리트레아에 광범위한 정보원 네트워크를 설치하고 여러 명의 저명한 사람들을 이끌며 실종, 협박, 암살을 수행했다. 정계 인사들을 귀양 보내다 제국 경찰은 이 시기 아스마라에서 학생들의 시위가 벌어지는 동안 수십 명의 젊은이들을 실탄으로 살해했다. 제국군은 또한 1974년 데르그에 의해 황제가 축출될 때까지 적극적으로 학살을 자행했다.

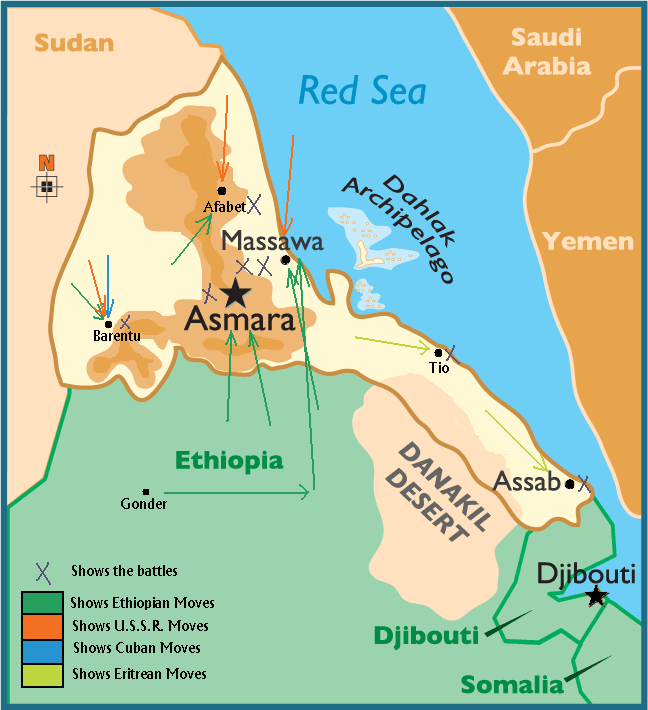
에리트레아 독립 전쟁 지도

1971년까지 ELF의 활동은 황제가 에리트레아에 계엄령을 선포한 것으로 충분했다. 그는 에티오피아 군대의 약 절반을 전투를 진압하기 위해 배치했다. 전략과 전술에 대한 내부 분쟁은 결국 ELF의 분열과 1972년 에리트레아 인민해방전선(EPLF)의 창설로 이어졌다. 이 다민족 운동의 지도력은 에리트레아의 주요 언어인 티그리냐어를 사용하는 좌파, 기독교 반체제 인사들에 의해 지배되었다. 1972년부터 1974년까지 에티오피아군과 교전하면서도 산발적인 무력 충돌이 이어졌다. 1970년대 후반, EPLF는 에티오피아 정부에 맞서 싸우는 에리트레아의 지배적인 무장 단체가 되었고, 이사이아스 아페웨르키가 그 지도자로 부상했다. 에티오피아와 싸우는 데 사용된 많은 물질들은 군대에서 포획되었다.
1977년까지 EPLF는 에티오피아인들을 에리트레아에서 몰아낼 준비가 되어 있는 것처럼 보였다. 그러나 같은 해 소련군이 에티오피아로 대규모 무기를 공수하면서 에티오피아군은 주도권을 되찾았고 EPLF는 덤불로 후퇴했다. 1978년과 1986년 사이에 데르그는 독립운동에 대한 8개의 주요 공세를 시작했다. 1988년 EPLF는 에티오피아군의 사령부인 아파벳을 점령하여 에티오피아군의 약 3분의 1을 작전에서 벗어나게 하였고 에티오피아군은 에리트레아 서부 저지대의 주둔지에서 철수하게 하였다. EPLF 전투기들은 에리트레아의 두 번째로 큰 도시인 케렌 근처로 이동했다. 한편, 다른 반체제 운동들은 에티오피아 전역에서 진전을 보이고 있었다. 1980년대 말, 소련은 멩기스투에게 국방 및 협력 협정을 갱신하지 않을 것이라고 통보했다. 소련군의 지원과 보급품이 철수하면서 에티오피아군의 사기는 곤두박질쳤고, EPLF는 다른 에티오피아 반군과 함께 에티오피아 진지로 진격하기 시작했다. 1980년 상설 인민 재판소는 에리트레아 국민의 자기 결정권이 분리의 형태를 나타내지 않는다고 결정했다.

## 독립 후
에리트레아의 초대 대통령 이사이아스 아페웨르키는 1993년 이래로 에리트레아를 권위적으로 통치하고 있다. 민주정의인민전선은 유일한 합법 정당이다.

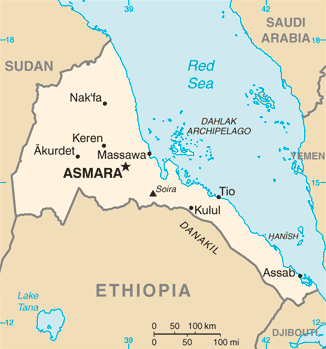
1993년 독립 후 에리트레아

1996년 7월 에리트레아 헌법이 비준되었으나 아직 시행되지 않았다.
1998년, 바드메 마을을 둘러싼 에티오피아와의 국경 분쟁은 에티오피아-에리트레아 전쟁으로 이어졌고, 이로 인해 양국 군인 수천 명이 사망했다. 에리트레아는 대규모 인구 이동, 경제 개발 감소, 아프리카에서 가장 심각한 지뢰 문제 중 하나를 포함하여 상당한 경제적, 사회적 스트레스를 받았다.
국경 전쟁은 2000년 알제 협정의 체결로 끝났다. 협정의 조건 중에는 에티오피아와 에리트레아에 유엔 사절단(UNMEE)으로 알려진 유엔 평화유지 활동을 설립하는 것이 포함되어 있었다. 유엔은 에리트레아 내에 25km의 비무장 완충지대로 구성된 임시 안보구역을 설정했으며, 두 국가 사이의 분쟁 중인 국경의 길이를 따라 이어져 유엔군에 의해 순찰되었다. 에티오피아는 1998년 5월에 적대 행위가 발생하기 전의 위치로 철수하기로 되어 있었다. 알제 협정은 에리트레아와 에티오피아 사이의 분쟁 지역을 에리트레아-에티오피아 국경 위원회(EEBC)로 알려진 독립적인 유엔 산하 기구의 지정에 의해 최종적으로 경계선을 정할 것을 요구했다. 이번 평화협정은 국경위원회의 판결 이행과 함께 마무리돼 평화유지 임무도 종료된다. 광범위한 연구 끝에 위원회는 2002년 4월 최종 국경 판결을 발표하여 양측에 일부 영토를 부여했지만, 바드메(분쟁의 발화점)는 에리트레아에 수여되었다. 위원회의 결정은 에티오피아에 의해 거부되었다. 국경 문제는 에티오피아가 바드메를 포함한 분쟁 지역에서 군대를 철수시키기를 거부하는 등 여전히 논쟁 중이며, "어려운" 평화가 유지되고 있다.
UNMEE의 임무는 연료 공급 중단 이후 군대를 유지하는 데 심각한 어려움을 겪은 후 2008년 7월 공식적으로 중단되었다.
또한 에리트레아와 지부티의 국교는 1998년 에티오피아와의 국경전쟁 때 지부티와의 친밀한 관계를 둘러싼 분쟁으로 잠시 단절되었다가 2000년에 복구되어 정상화되었다. 국경 분쟁이 재개되면서 관계가 다시 긴장되고 있다. 마찬가지로 에리트레아와 예멘은 1996년부터 1998년까지 하니시 제도와 해상 국경을 둘러싸고 국경 분쟁을 벌였으며, 2000년 헤이그의 상설중재법원에 의해 해결되었다.
에리트레아는 의료 서비스를 향상시켰고, 건강, 특히 어린이 건강에 대한 밀레니엄 개발 목표(MDG)를 달성하기 위해 궤도에 올랐다. 출생 시 기대 수명은 1960년 39.1세에서 2008년 59.5세로 증가했다. 모자 사망률은 극적으로 감소하고 의료 인프라는 확장되었다.

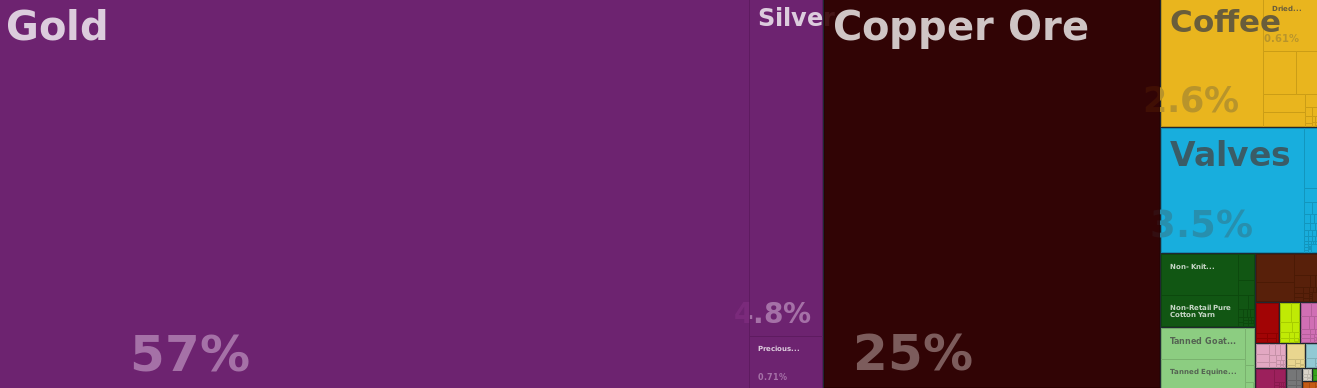
에리트레아의 주요 수출품 (2013년)

면역과 어린이 영양은 학교와 다분야 접근법으로 긴밀하게 협력함으로써 해결되었다. 홍역 예방 접종을 받은 어린이의 수는 1995년 40.7%에서 2002년 78.5%로 7년 만에 거의 두 배가 되었고 저체중 어린이의 유병률은 1995년에서 2002년까지 12% 감소했다(심각한 저체중 유병률은 28%). 보건부의 국가 말라리아 보호 유닛은 1998년과 2006년 사이에 말라리아 사망률이 85%, 사례 수가 92% 감소했다고 등록했다. 에리트레아 정부는 여성 성기 절제(FGM)이 고통스럽고 여성을 생명을 위협하는 건강 문제의 위험에 처하게 한다면서 이를 금지했다. 말라리아와 결핵은 흔하다. 15세에서 49세 사이의 HIV 유병률은 2%를 넘는다.
에티오피아와의 교착 상태에 빠진 평화 과정에 대한 좌절감 때문에, 에리트레아의 이사이아스 아페웨르키 대통령은 유엔 안전 보장 이사회와 코피 아난 사무총장에게 일련의 11개의 편지를 썼다. 알제 협정에도 불구하고, 에티오피아와의 긴장된 관계는 계속되었고 지역의 불안정으로 이어졌다. 그의 정부는 또한 소말리아의 반란군을 무장시키고 자금을 대는 혐의로 비난을 받았다. 미국은 에리트레아를 "테러 지원국"으로 지정하는 것을 고려하고 있다.
2007년 12월, 약 4,000명의 에리트레아군이 '비무장지대'에 남았고, 국경을 따라 120,000명이 추가되었다. 에티오피아는 10만 명의 병력을 주둔시켰다.
2012년 9월, 이스라엘의 《하아레츠》 신문은 에리트레아에 대한 폭로 기사를 실었다. 이스라엘에는 40,000명 이상의 에리트레아 난민들이 있다. NGO 국경 없는 기자회는 2007년부터 에리트레아를 표현의 자유에서 북한보다 더 낮은 최하위로 평가했다.
2013년 에리트레아 육군 반란은 2013년 1월 21일 아스마라에 주둔한 에리트레아 육군의 군인 100~200명이 에리트레아 방송국 에리TV 본부를 잠시 점령하고 개혁과 정치범 석방을 요구하는 메시지를 방송한 사건이다. 2013년 2월 10일, 이사이아스 아페웨르키 대통령은 반란에 대해 걱정할 필요가 없다고 말했다.
2018년 9월, 이사이아스 아페웨르키 대통령과 에티오피아의 아비 아머드 총리는 양국 간의 역사적인 평화 협정에 서명했다.

## 같이 보기
- 아스마라
- 아프리카의 역사
- 이탈리아령 에리트레아